# João Gomes Júnior
João Luiz Gomes Júnior (Vitória, 21 januari 1986) is een Braziliaanse zwemmer. Hij vertegenwoordigde zijn vaderland op de Olympische Zomerspelen 2016 in Rio de Janeiro.

## Carrière
Bij zijn internationale debuut, op de wereldkampioenschappen zwemmen 2009 in Rome, eindigde Gomes Júnior als zevende op de 50 meter schoolslag, op de 100 meter schoolslag strandde hij in de series.
Op de Pan-Pacifische kampioenschappen zwemmen 2010 in Irvine eindigde hij als zevende op de 50 meter schoolslag en als dertiende op de 100 meter schoolslag. Tijdens de wereldkampioenschappen kortebaanzwemmen 2010 in Dubai werd de Braziliaan uitgeschakeld in de halve finales van de 50 meter schoolslag.
In Istanboel nam Gomes Júnior deel aan de wereldkampioenschappen kortebaanzwemmen 2012. Op dit toernooi eindigde hij als vierde op de 50 meter schoolslag, daarnaast strandde hij in de halve finales van de 100 meter schoolslag. Samen met Daniel Orzechowski, Kaio Almeida en Gabriel Santos zwom hij in de series van de 4×100 meter wisselslag, in de finale eindigden Almeida en Santos samen met Guilherme Guido en Felipe Lima op de vierde plaats.
Op de wereldkampioenschappen zwemmen 2013 in Barcelona eindigde hij als vijfde op de 50 meter schoolslag, op de 100 meter schoolslag werd hij uitgeschakeld in de halve finales.
Tijdens de Pan-Pacifische kampioenschappen zwemmen 2014 in Gold Coast eindigde de Braziliaan als tiende op de 100 meter schoolslag. In Doha nam Gomes Júnior deel aan de wereldkampioenschappen kortebaanzwemmen 2014. Op dit toernooi eindigde hij als achtste op de 50 meter schoolslag, daarnaast strandde hij in de series van de 100 meter schoolslag. Op de 4×50 meter wisselslag zwom hij samen met Henrique Martins, Nicholas Santos en João de Lucca in de series, in de finale veroverde Santos samen met Guilherme Guido, Felipe França en César Cielo de wereldtitel. Samen met Guilherme Guido, Marcos Macedo en Henrique Martins zwom hij in de series van de 4×100 meter wisselslag, in de finale werden Guido en Macedo samen met Felipe França en César Cielo wereldkampioen. Voor zijn aandeel in de series van beide estafettes werd Gomes Júnior beloond met de gouden medaille.
Op de Olympische Zomerspelen van 2016 in Rio de Janeiro eindigde hij als vijfde op de 100 meter schoolslag, op de 4×100 meter wisselslag eindigde hij samen met Guilherme Guido, Henrique Martins en Marcelo Chierighini op de zesde plaats.
Tijdens de wereldkampioenschappen zwemmen 2017 in Boedapest behaalde de Braziliaan de zilveren medaille op de 50 meter schoolslag, op de 100 meter schoolslag werd hij uitgeschakeld in de halve finales. Samen met Guilherme Guido, Henrique Martins en Marcelo Chierighini eindigde hij als vijfde op de 4×100 meter wisselslag.
In Tokio nam Gomes Júnior deel aan de Pan-Pacifische kampioenschappen zwemmen 2018. Op dit toernooi sleepte hij de bronzen medaille in de wacht op de 100 meter schoolslag, op de 4×100 meter wisselslag eindigde hij samen met Gabriel Fantoni, Vinicius Lanza en Pedro Spajari op de vierde plaats. Op de wereldkampioenschappen kortebaanzwemmen 2018 in Hangzhou eindigde hij als zesde op de 50 meter schoolslag, daarnaast strandde hij in de halve finales van de 100 meter schoolslag.
Tijdens de wereldkampioenschappen zwemmen 2019 in Gwangju veroverde de Braziliaan de bronzen medaille op de 50 meter schoolslag, op de 100 meter schoolslag werd hij uitgeschakeld in de halve finales. Samen met Guilherme Guido, Vinicius Lanza en Marcelo Chierighini eindigde hij als zesde op de 4×100 meter wisselslag. In Lima nam Gomes Júnior deel aan de Pan-Amerikaanse Spelen 2019. Op dit toernooi sleepte hij de gouden medaille in de wacht op de 100 meter schoolslag, op de 4×100 meter wisselslag legde hij samen met Guilherme Guido, Vinicius Lanza en Marcelo Chierighini beslag op de zilveren medaille.

## Internationale toernooien
| Jaar | Olympische Spelen                       | WK langebaan                                                | WK kortebaan | PanPacs                                | Pan-Amerikaanse Spelen              |
| ---- | --------------------------------------- | ----------------------------------------------------------- | --- | -------------------------------------- | ----------------------------------- |
| 2009 |                                         | 7e 50m schoolslag 30e 100m schoolslag                       | |                                        |                                     |
| 2010 |                                         |                                                             | 11e 100m schoolslag | 7e 50m schoolslag 13e 100m schoolslag  |                                     |
| 2011 |                                         | geen deelname                                               | |                                        | geen deelname                       |
| 2012 | geen deelname                           |                                                             | 4e 50m schoolslag 11e 100m schoolslag 4e 4×100m wisselslag Gomes Júnior zwom enkel de series                                                           |                                        |                                     |
| 2013 |                                         | 5e 50m schoolslag 14e 100m schoolslag                       | |                                        |                                     |
| 2014 |                                         |                                                             | 8e 50m schoolslag · 23e 100m schoolslag · 4×50m wisselslag · Gomes Júnior zwom enkel de series · 4×100m wisselslag · Gomes Júnior zwom enkel de series | 10e 100m schoolslag                    |                                     |
| 2015 |                                         | geen deelname                                               | |                                        | geen deelname                       |
| 2016 | 5e 100m schoolslag 6e 4×100m wisselslag |                                                             | geen deelname |                                        |                                     |
| 2017 |                                         | 50m schoolslag · 11e 100m schoolslag · 5e 4×100m wisselslag | |                                        |                                     |
| 2018 |                                         |                                                             | 6e 50m schoolslag 11e 100m schoolslag | 100m schoolslag · 4e 4×100m wisselslag |                                     |
| 2019 |                                         | 50m schoolslag · 11e 100m schoolslag · 6e 4×100m wisselslag | |                                        | 100m schoolslag · 4×100m wisselslag |

## Persoonlijke records
Bijgewerkt tot en met 14 augustus 2018
Kortebaan
| Afstand         | Tijd  | Datum            | Plaats   |
| --------------- | ----- | ---------------- | -------- |
| 50m schoolslag  | 25,94 | 15 december 2018 | Hangzhou |
| 100m schoolslag | 57,26 | 11 december 2018 | Hangzhou |

Langebaan
| Afstand         | Tijd  | Datum        | Plaats    |
| --------------- | ----- | ------------ | --------- |
| 50m schoolslag  | 26,52 | 26 juli 2017 | Boedapest |
| 100m schoolslag | 59,24 | 23 juli 2017 | Boedapest |